# Milan Antal
Milan Antal (19 de septiembre de 1935, Zábřeh, República Checa – 2 de octubre de 1999, Piestany, Eslovaquia) fue un astrónomo eslovaco.
Durante sus años de trabajó en el observatorio Skalnaté Pleso (Toruń) descubrió 17 asteroides.
El asteroide (6717) Antal descubierto por los astrónomos alemanes Freimut Börngen y Lutz Schmadel en el año 1990, es nombrado en su honor.